# Crnac (Horvátország)
Crnac falu és község (općina) Horvátországban Verőce-Drávamente megyében.

## Fekvése
Verőcétől légvonalban 45, közúton 54 km-re délkeletre, a magyar határtól 10 km-re délre, Szlavónia középső részén, a Drávamenti-síkságon, a Krajna-patak partján fekszik. A község megművelt területének 96%-át szántók és kertek teszik ki.

## A község települései
A községhez Breštanovci, Crnac, Krivaja Pustara, Mali Rastovac, Milanovac, Novo Petrovo Polje, Staro Petrovo Polje, Szuhamlaka, Veliki Rastovac és Žabnjača települések tartoznak.

## Története
A régészeti leletek tanúsága szerint a község területe már ősidők óta lakott volt. Breštanovci határában került elő 1972-ben egy kőszekerce, melyet a kőkorszakra, illetve a rézkorra datáltak. Suha Mlaka határában két olyan lelőhely is van, melynek leletei történelem előttiek. A Nelin dvor nevű lelőhelyen egymástól mintegy száz méter távolságra két kőkorszaki kőszekerce is előkerült. A falutól délnyugatra elterülő szántóföldön szintén, egyelőre közelebbről nem ismert történelem előtti leleteket találtak. Két nagyobb méretű kőszekercét találtak Mali és Veliki Rastovac falvak között is. Ezek a leletek mind arra uralnak, hogy a kőkorszakban ezen a területen már élénk élet folyt.
A késő bronzkorból származó leleteket talált Breštanovci területén egy sertésnevelő telep mellett Dinko Stipešević agrármérnök és amatőr régész. A történelem előtti sírok és urnák maradványait a rendszeres mezőgazdasági művelés súlyosan megrongálta. Krivaja Pustara mellett az ókorból származó fegyverek, lándzsák, kardok és nyílhegyek mellett római pénzek is előkerültek. A Crnactól nyugatra fekvő Dolinci nevű dűlőben több helyen középkori cseréptöredékeket találtak, melyek egyértelműen egy itteni középkori településre utalnak. A fentieken kívül mezőgazdasági repülés közben Dinko Stipešević Mali és Veliki Rastovac, valamint Staro és Novo Petrovo Selo falvak közötti magasabb fekvésű helyeken sötétebb talajelszíneződéseket vett észre. Ezek a talajszín elváltozások a tapasztalat szerint potenciális régészeti lelőhelyekre utalnak.
Crnac település már a középkorban is létezett. Neve a csertölgy horvát nevéből, a „cer” főnévből származik, mely növény ma is sűrűn előfordul a település környékén. Első írásos említése 1480-ban történt „Czernecz” alakban másik 10 faluval együtt a Baranya vármegyei Bakonyai család birtokaként. 1543-ban Valpó várának eleste után került török kézre. A török uralom idején a Pozsegai szandzsákon belül a Raholcai náhije része volt. A 16.-17. században Boszniából érkezett pravoszláv vlachokat telepítettek be, akik a környező földeket művelték meg. 1684-ben szabadult fel a török uralom alól. 1688-ben a környező területekkel együtt a bécsi kamara birtoka lett. 1698-ban „pagus desertus Czernacz” néven lakatlan településként szerepel Szlavónia felszabadított településeinek összeírásában.
1722-ben III. Károly király a raholcai uradalommal együtt gróf Cordua d' Alagon Gáspár császári tábornoknak adományozta. 1730-ban Pejácsevich Antal, Miklós és Márk vásárolták meg tőle, majd 1742-ben a raholcai uradalommal együtt a Mihalovics családnak adták el.
Az első katonai felmérés térképén „Dorf Czernacz” néven találjuk. Lipszky János 1808-ban Budán kiadott repertóriumában „Czernacz” néven szerepel. Nagy Lajos 1829-ben kiadott művében „Czernacz” néven 99 házzal, 565 katolikus és 206 ortodox vallású lakossal találjuk. 1862-ben Karl Heine és Josip Pfeiffer nagyvállalkozók vásároltak itt birtokot, de 1918 után az agrárreform idején elveszítették.
Crnacnak 1857-ben 853, 1910-ben 1170 lakosa volt. 1910-ben a népszámlálás adatai szerint lakosságának 74%-a horvát, 14%-a magyar, 7%-a szerb, 3%-a német anyanyelvű volt. Verőce vármegye Nekcsei járásának része volt. Az első világháború után 1918-ban az új szerb-horvát-szlovén állam, majd később (1929-ben) Jugoszlávia része lett. 1952-ben Krivaja, Milanovac, Suha Mlaka, Breštanovci, Donje Predrijevo, Gejzinci, Mali Rastovac, Miholjački Martinci, Moslavački Krčenik, Novo Petrovo Polje, Veliki Rastovac és Žabljača ide csatolásával megalapították az önálló Crnac községet, de 1962-ben a közigazgatás átszervezése során megszűnt. 1991-ben lakosságának 92%-a horvát, 4%-a szerb nemzetiségű volt. 1993-ban a független horvát állam keretei között újra megalakult az önálló Crnac község. Crnacnak 2011-ben 494, a községnek összesen 1456 lakosa volt.

## Lakossága
| Lakosság változása | Lakosság változása | Lakosság változása | Lakosság változása | Lakosság változása | Lakosság változása | Lakosság változása | Lakosság változása | Lakosság változása | Lakosság változása | Lakosság változása | Lakosság változása | Lakosság változása | Lakosság változása | Lakosság változása | Lakosság változása |
| ------------------ | ------------------ | ------------------ | ------------------ | ------------------ | ------------------ | ------------------ | ------------------ | ------------------ | ------------------ | ------------------ | ------------------ | ------------------ | ------------------ | ------------------ | ------------------ |
| 1857               | 1869               | 1880               | 1890               | 1900               | 1910               | 1921               | 1931               | 1948               | 1953               | 1961               | 1971               | 1981               | 1991               | 2001               | 2011               |
| 853                | 1.368              | 918                | 959                | 970                | 1.170              | 1.099              | 1.296              | 1.173              | 1.226              | 1.120              | 909                | 794                | 777                | 668                | 494                |

## Nevezetességei
Keresztelő Szent János tiszteletére szentelt római katolikus plébániatemploma. A mai templom helyén 1733-ban egy Keresztelő Szent János fakápolna állt. Az új templom építése 1787-ben kezdődött és 1807-ben fejeződött be. A templom barokk stílusban, téglából épült, építője a nekcsei Crnković mester volt. Harangtornya 37,5 méter magas. A hajó mennyezetének magassága 10 méter, hosszúsága a presbitériummal együtt 22 méter, szélessége 9 méter. A főoltár képe Jézus megkeresztelését ábrázolja. A templomnak három mellékoltára van, melyek a Lourdes-i Szűzanya, Szent József és Páduai Szent Antal tiszteletére vannak szentelve. A templomot 1953 és 1954 között teljesen megújították. Az elektromos áramot 1960-ban vezették be. Utolsó megújítása 2007-ben fejeződött be.

## Gazdaság
A helyi gazdaság alapja a mezőgazdaság. A mezőgazdasági terület a község területének 66,7%-a, melynek a 96%-a szántó és kert. Jelentős az állattenyésztés fejlődése. Az éghajlati viszonyok a mezőgazdasági termelést nem korlátozzák. A főbb termények a búza, a zab, az árpa és a kukorica. Az utóbbi időben gyarapodott a cukorrépa, a takarmányrépa, a gyógynövények és a dohány termőterülete. A mezőgazdaság fő növekedési iránya a családi gazdaságok fejlesztése. Régi hagyományai vannak a méhészetnek is.
Kedvezőek a turizmus fejlesztésének természeti feltételei. A község kiterjedt horgász- és vadászterületekkel rendelkezik. Területe alkalmas a kirándulások, a rekreáció és a falusi turizmus szervezésére.

## Kultúra
A „Lipa” nőegylet fő tevékenysége a kézimunka.

## Oktatás
A község területén két területi elemi iskola működik Crnacon és Veliki Rastovacon, melyek a zdenci Ivan Goran Kovačić elemi iskola irányítása alá tartoznak.

## Sport
- NK Crnac labdarúgóklub
- ŠRU „Karas” Crnac sporthorgász egyesület
- Srnjak Crnac-Rastovac vadásztársaság

## Egyesületek
A község területén négy önkéntes tűzoltóegylet működik Crnac, Suha Mlaka, Veliki Rastovac és Breštanovci településeken.